# Động mạch cánh tay
Động mạch cánh tay (tiếng Anhː Brachial artery, tiếng Phápː Artère brachiale) thuộc hệ thống mạch máu chính, chứa nhiều máu giàu oxy, nằm dọc bờ trong cánh tay. Động mạch cánh tay là phần tiếp theo của động mạch nách kể từ bờ dưới cơ ngực lớn đi thẳng xuống khuỷu, đến dưới đường nếp khuỷu 3 cm thì chia thành hai ngành cùng là động mạch quay và động mạch trụ. Ở một số trường hợp, sự phân chia thành động mạch quay và động mạch trụ sớm hơn, khiến 2 động mạch này kéo dài tận trên cánh tay. Có thể sờ thấy mạch đập ở góc phía trước cẳng tay, chỗ phía trong gân cơ nhị đầu. Nhân viên y tế sử dụng ống nghe và máy đo huyết áp nhằm xác định huyết áp trong cơ thể.
Động mạch cánh tay có liên quan đến thần kinh giữa và đám rối thần kinh cánh tay.

## Nguyên ủy, đường đi và tận cùng
Động mạch cánh tay là phần tiếp theo của động mạch nách kể từ bờ dưới cơ ngực lớn đi thẳng xuống khuỷu, đến dưới đường nếp khuỷu 3 cm (ngang mức cổ xương quay) thì chia thành hai ngành cùng là động mạch quay và động mạch trụ. Hướng đi của động mạch là một đường thẳng vạch từ đỉnh nách qua điểm giữa nếp khuỷu.

## Liên quan
Động mạch cánh tay đi ở phần trong ngăn trước (ngăn cơ gấp) của cánh tay dọc bờ trong cơ nhị đầu cánh tay (cơ tùy hành của động mạch). Phần trên, động mạch nằm trong ống cơ-mạc (thường được gọi là ống cánh tay), với các giới hạnː
- Ở ngoàiː cơ quạ - cánh tay, cơ nhị đầu cánh tay
- Ở trongː da, mạc cánh tay
- Ở sau trênː vách gian cơ trong
- Ở sau dướiː cơ cánh tay

Phần dưới, động mạch nằm trong rãnh nhị đầu trong với các giới hạnː
- Ở trướcː cân cơ nhị đầu
- Ở sauː cơ tam đầu
- Ở ngoàiː gân cơ nhị đầu
- Ở trongː cơ sấp tròn

Có hai tĩnh mạch cánh tay đi kèm hai bên của động mạch. Chúng là hai tĩnh mạch sâu của cẳng tay.
Các dây thần kinh của đám rối thần kinh cánh tay ban đầu quây quanh động mạchː thần kinh trụ và thần kinh bì cẳng tay trong nằm trong động mạch khi đi xuống thì xa dần, chỉ có thần kinh giữa thì trung thành với động mạch trong suốt cánh tay. Thần kinh giữa ở trên nằm phía trước ngoài động mạch, sau đó bắt chéo trước động mạch để xuống dưới nằm phía trong động mạch.

## Các ngành bên của động mạch
Ngành bên của động mạch bao gồm
- Động mạch cánh tay sâu là nhánh đầu tiên của động mạch cánh tay
- Động mạch bên trụ trên
- Động mạch bên trụ dưới
- Động mạch quay (nhánh tận)
- Động mạch trụ (nhánh tận)
- Cách nhánh động mạch nuôi xương cánh tay

Giữa các nhánh của động mạch cánh tay nối với nhau bởi mạng mạch khớp khuỷu.
Động mạch cánh tay còn nối với động mạch nách nhờ động mạch cánh tay sâu nối với động mạch mũ cánh tay sâu.

## Các dị dạng của động mạch
Ở một số trường hợp sự phân chia thành động mạch quay và động mạch trụ sớm hơn, khiến 2 động mạch kéo dài tận ở trên cánh tay. Tại Việt Nam có 1,03% trường hợp hiện diện 2 động mạch cánh tay (dị dạng động mạch cánh tay đôi). Đây là dị dạng có lợi cho sự cấp huyết máu, nhất là khi một động mạch cánh tay bị đứt, chi trên vẫn đủ máu nuôi mà không cần phải nối lại động mạch.

## Hình ảnh

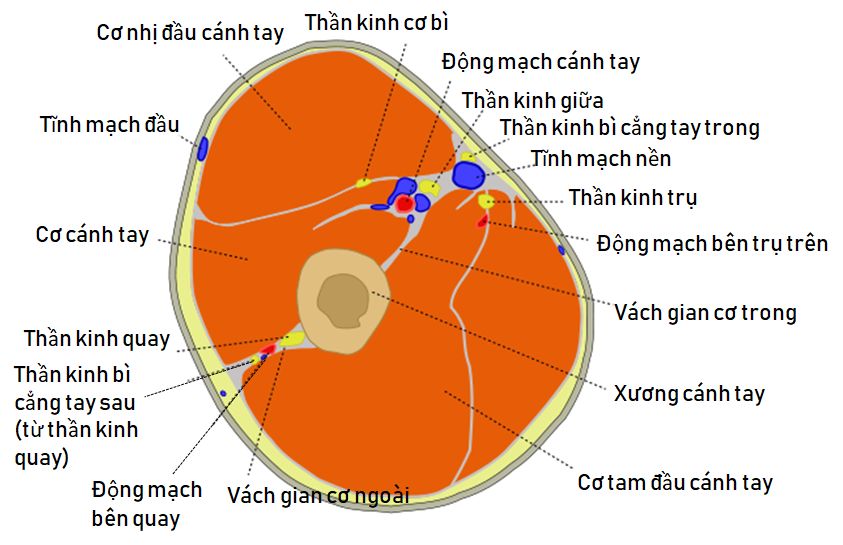
Thiết đồ ngang qua phần giữa cẳng tay.
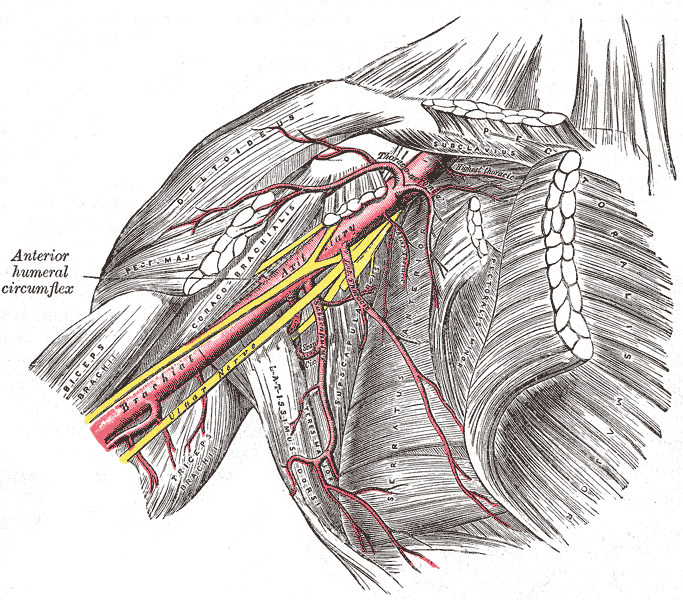
Động mạch nách và nhánh của nó.
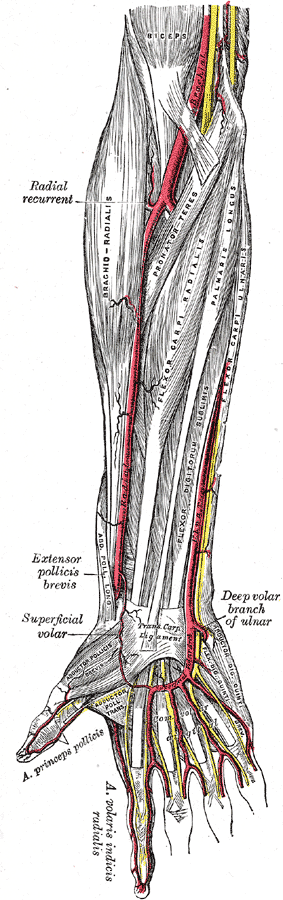
Động mạch quay và động mạch trụ.
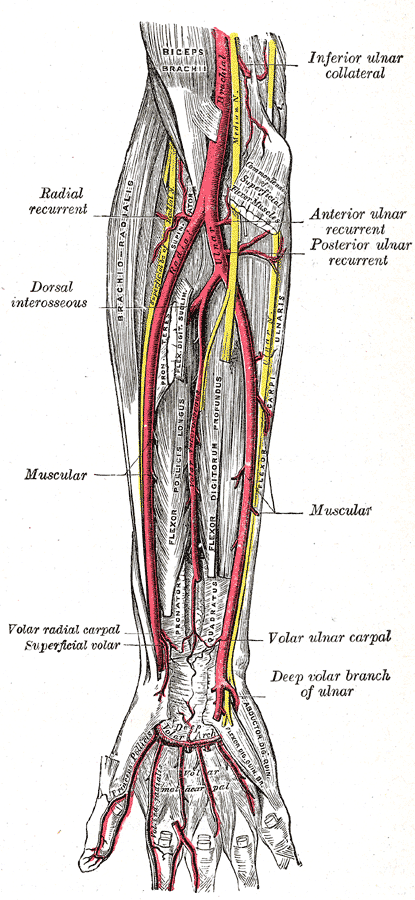
Động mạch quay và đọng mạch trụ, lớp sâu.
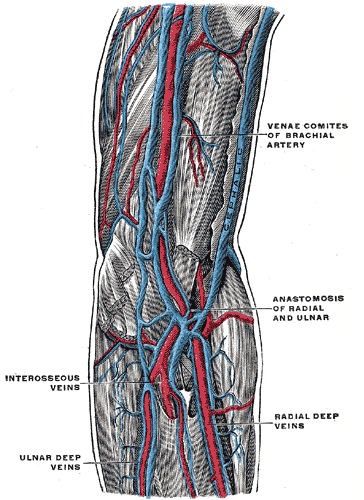
Các tĩnh mạch cẳng tay.
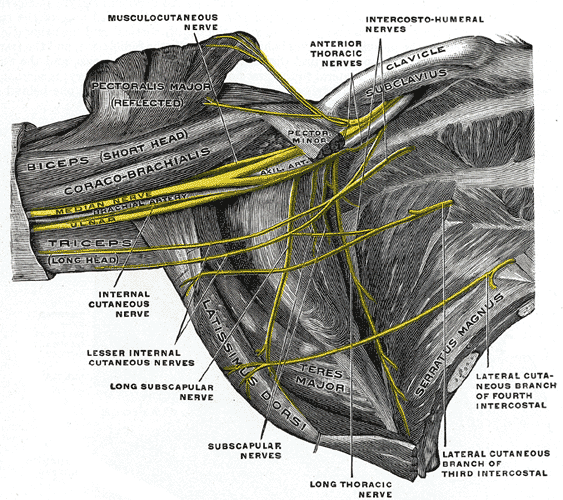
Đám rối thần kinh cánh tay ở tam giác bả vai - tam đầu (nhìn hơi dưới và phía trước).
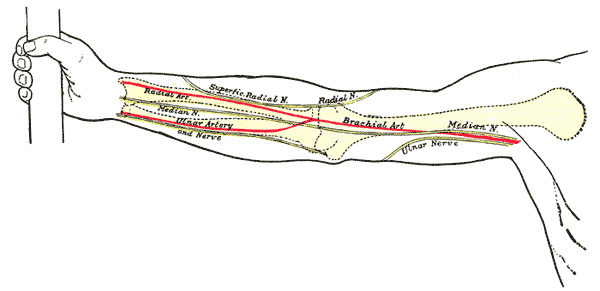
Các mốc động mạch, thần kinh và xương chi trên.
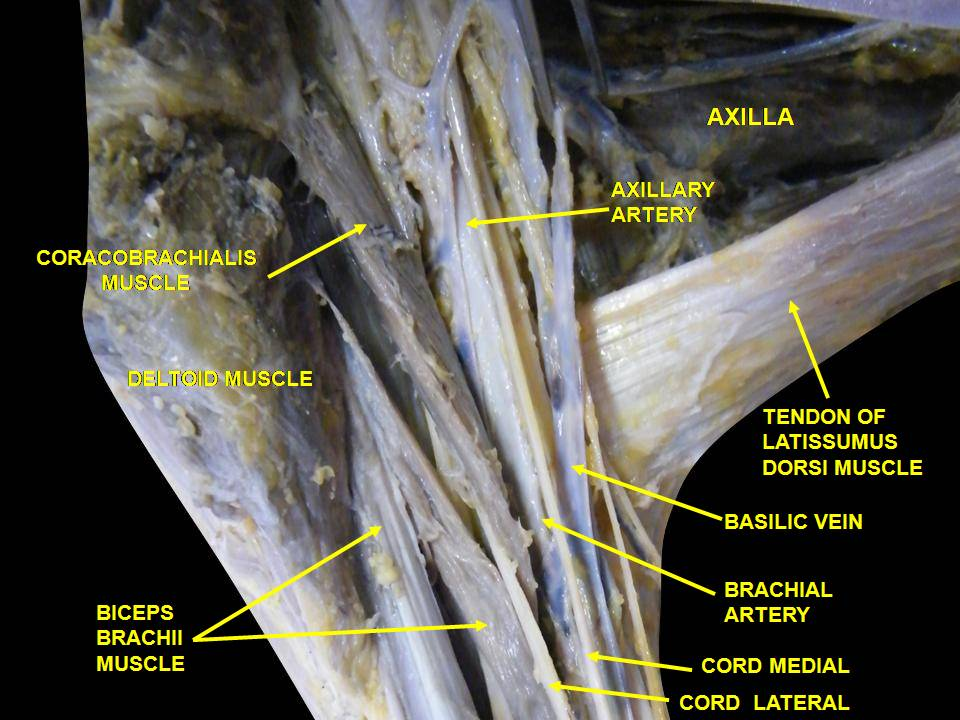
Động mạch cánh tay, lớp sâu, phía trước.
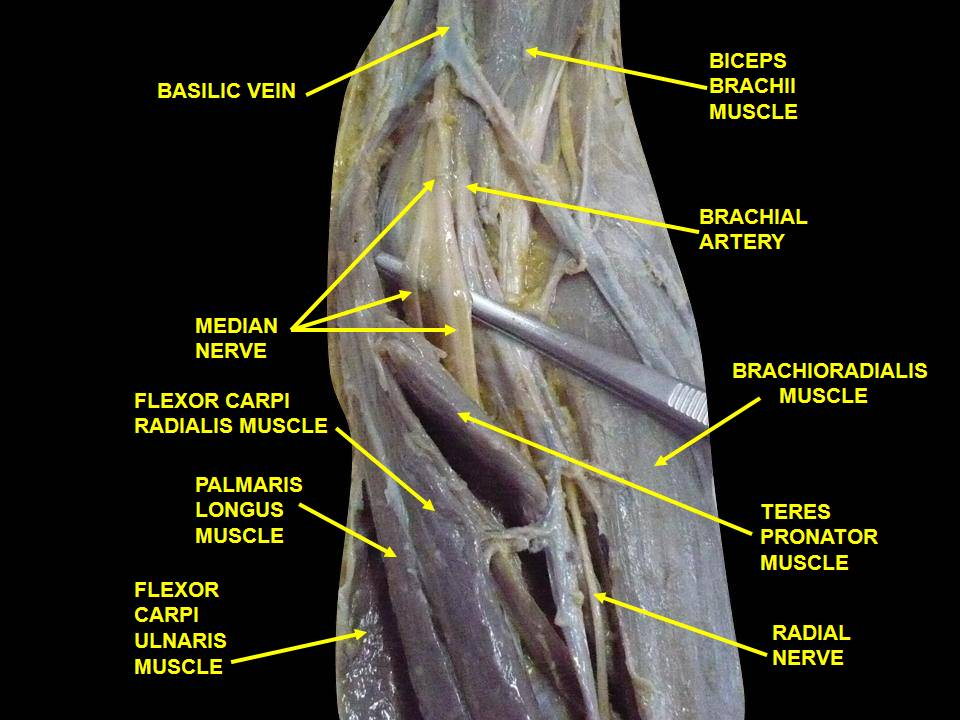
Động mạch cánh tay, lớp sâu, phía trước.
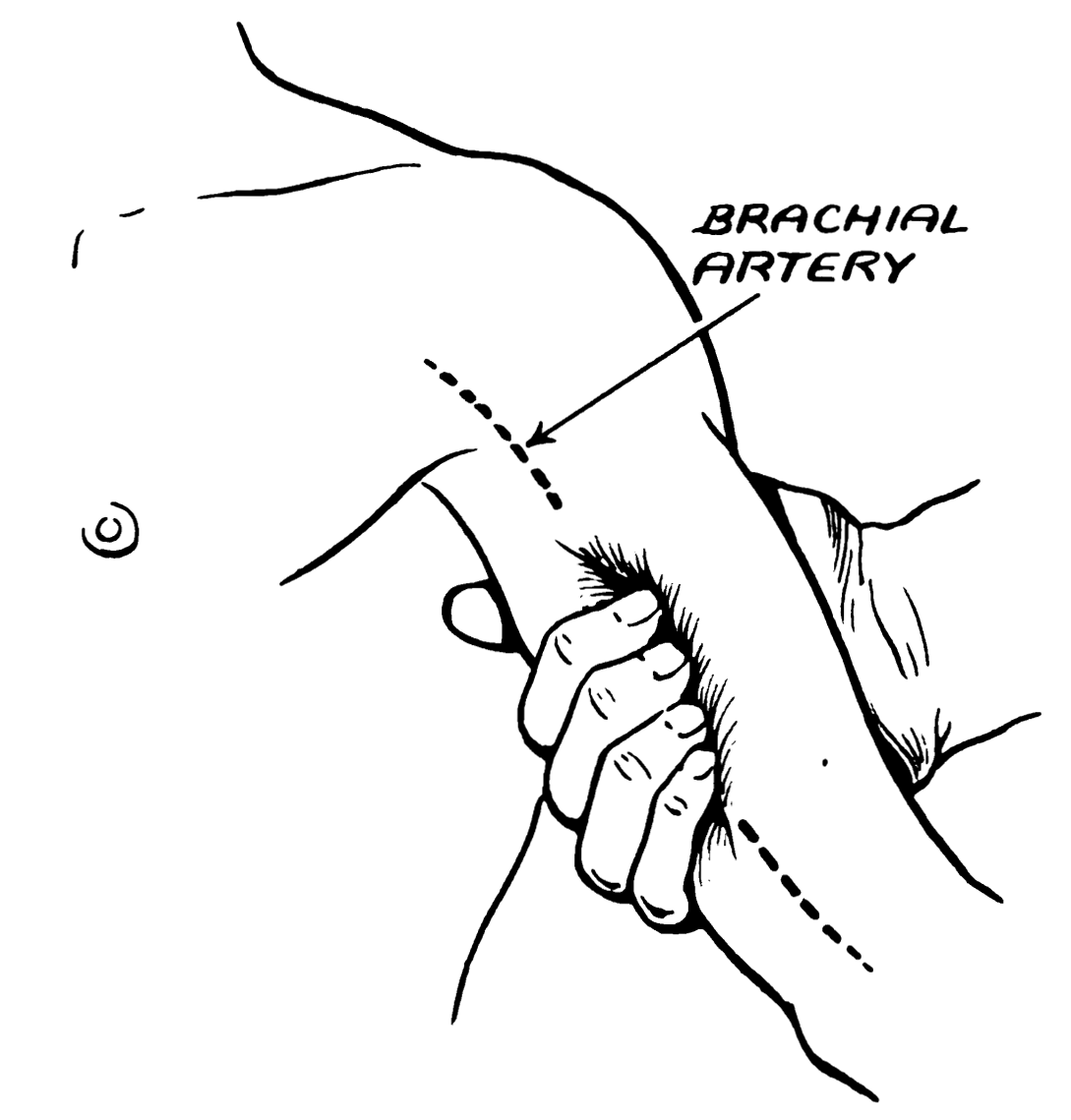
Có thể sờ thấy động mạch cánh tay ở bờ trong cẳng tay.